# 關西國際機場聯絡橋
34°25′29.11″N 135°16′47.31″E / 34.4247528°N 135.2798083°E
關西國際機場聯絡橋（日语：／ Kansai Kokusai Kūkō renrakukyō */?）是一座橫跨日本大阪灣部分水域、連結大阪府泉佐野市境內的臨空城（りんくうタウン）與關西國際機場、橋長3750公尺的雙層桁架跨海大橋。若根據不同的橋樑結構分別排名，關西國際機場聯絡橋是全世界最長的桁架橋，也是關西國際機場對外唯一的地面運輸通道，經常又被稱為Skygate Bridge R（スカイゲートブリッジR，天空之門大橋R）。
高速公路路編號與關西機場自動車道共同編為 E71。

## 概要
聯絡橋採雙層設計，上層是六線道的高速公路，下層則是複線的鐵路，而包括電力、燃气與自來水等管線，也都是利用聯絡橋來送往關西國際機場。其中公路部分聯絡橋是關西機場自動車道的一部份，而鐵路部分則是由西日本旅客鐵道（JR西日本）與南海電鐵兩家公司共用，是JR西日本關西機場線（関西空港線）與南海電鐵機場線（空港線）的一部分。
除了是世界上最長的桁架橋之外，關西機場聯絡橋也是日本鐵路系統裡面第二長的橋樑，僅次於東北新幹線上的第一北上川大橋（第一北上川橋梁，長3868公尺），但如果將在來線、私鐵用橋樑與新幹線分開計算的話，則同時是在來線、私鐵系統裡最長的橋樑。
負責經營管理關西國際機場聯絡橋的單位是關西國際機場股份有限公司。橋樑本體是在1987年時開始建造，並在1991年時完工。完工同年獲得日本土木學會頒發田中獎。

## 重大事故
2018年9月4日，燕子颱風侵襲日本，在西日本登陸時刮起的強風使得一艘為關西機場補給航空油料的液貨船「宝運丸」走錨漂流，並撞擊到關西國際機場聯絡橋南側車道，造成關西機場自動車道的一段橋面偏移，且波及到鐵路的架空電車線，鐵路路面也偏移約50公分。事故發生後，所有船員生還，鐵公路當時已關閉而沒有車輛受損及人員傷亡，但使得機場連外的鐵路與公路交通暫時中斷，約3000人一時受困在機場內。
直到5日早上，在檢查確認北側車道未受損後，以巴士將受困者從機場疏運，另外在海象穩定後，也以高速船載運受困者前往神戶機場。
同月14日，吊離遭撞損的南側公路橋面，並開始修復鐵路。18日清晨起，鐵路恢復通車。
2019年2月12日至14日，修復後的橋面以駁船載運到現場，由起重船吊回橋上。
2019年4月8日，修復後的6個車道正式恢復行車，關西機場聯絡橋修復完畢。。

## 相關項目
- 臨空鎮
- 关西国际机场
- 機場聯絡軌道系統
- 世界大桥列表

## 外部連結
- （日語）関西国際空港土地保有株式会社 （页面存档备份，存于）
- （日語）西日本高速公路股份有限公司 （页面存档备份，存于）